# Phoebe Sengers
Phoebe Sengers es una informática y etnógrafa estadounidense, profesora en la Universidad Cornell, con un puesto conjunto en el Departamento de Estudios de Ciencia y Tecnología y el Departamento de Ciencias de la Información. Dirige un grupo de investigación sobre informática culturalmente integrada, y también está afiliada al Departamento de Informática de Cornell, el Instituto Cornell de Agricultura Digital y el Centro Atkinson para la Sostenibilidad. Sus investigaciones se centran en la tecnología y la sociedad, la interacción persona-ordenador y la informática sostenible, especialmente en las experiencias en zonas rurales, entre las clases trabajadoras y en el mundo en desarrollo.

## Trayectoria
Sengers estudió informática en la Universidad Johns Hopkins y se graduó en 1990 con especialización en alemán. En 1998 completó un doctorado en inteligencia artificial y teoría cultural en la Universidad Carnegie Mellon. Su tesis, Anti-Boxology: Agent Design in Cultural Context, fue supervisada por Joseph Bates.  
Después de una investigación postdoctoral como becaria Fulbright en el Centro de Arte y Medios Tecnológicos de Karlsruhe (ZKM) en Alemania, y en el Centro Nacional Alemán de Investigación en Tecnologías de la Información (ahora parte del FZI Forschungszentrum Informatik), llegó a Cornell como profesora asistente tanto en el Departamento de Estudios de Ciencia y Tecnología como en el Departamento de Ciencias de la Información en 2001. Fue ascendida a profesora asociada en 2008. En 2022 fue ascendida a profesora titular.
Sengers es una de los cuatro hijos de los físicos holandeses-estadounidenses Anneke Levelt Sengers y Jan V. Sengers.

## Reconocimientos
Sengers fue elegida miembro de la Academia CHI en 2023. CHI Academy es un grupo de investigadores reconocidos por SIGCHI, el Grupo de Interés Especial en Interacción Computadora-Humano de la ACM, Association for Computing Machinery. Sengers fue becada por la ACM en 2023 por "contribuciones a la interacción y el diseño persona-ordenador con espíritu crítico".